# Peter Bredal (rysk amiral)
Peter Christian Bredal (ryska: Pjotr Petrovitj Bredal), född 1683 i Trondhjem, död 1756, var en norskfödd viceamiral i den ryska flottan.
År 1715 kommenderade han en rysk eskader i Östersjön och tog nära Ventspils tre svenska kapare. År 1733 blev han hamnkommendant i Archangelsk och förflyttades sedan till Don, där han rekonstruerade den så kallade azovska flottiljen. Vid Hattarnas ryska krigs utbrott 1741 återkallades han till Archangelsk, varifrån han med en eskader avseglade till Östersjön, men av storm tvangs att återvända. En långvarig undersökning inleddes inför krigsrätt, men först vid hans död blev det bekant att han redan genom en ukas av 1744 fritagits från allt ansvar.